# Megan (film 2022)
Megan (stilizzato come M3GAN o MΞGAN) è un film del 2022 diretto da Gerard Johnstone.

## Trama
Nicole, Ryan e la loro figlia Cady sono coinvolti in un incidente d'auto contro uno spazzaneve nelle montagne dell’Oregon. Cady è l'unica sopravvissuta e viene mandata a vivere con sua zia materna Gemma, che lavora come ingegnere robotico presso Funki, un'azienda di giocattoli tecnologicamente avanzata. Gemma sta lavorando allo sviluppo di M3GAN (abbreviazione di Model 3 Generative Android), una realistica bambola dall'intelligenza artificiale progettata per essere una fedele compagna per i bambini. Durante un primo test però la bambola va in tilt e David Lin, il capo di Gemma, le ordina di abbandonare il progetto.
Il rapporto tra Gemma e Cady è molto difficile, poiché la bimba soffre ancora per la perdita dei genitori mentre sua zia è molto presa dal lavoro e non abituata ad accudire bambini. Gemma finisce allora di sviluppare ugualmente M3GAN, in modo che assista e sorvegli la nipote. Completata la bambola, Gemma dà una dimostrazione ai suoi superiori, durante la quale M3GAN viene formalmente abbinata a Cady, che viene così identificata da M3GAN come sua utente principale.  Le loro interazioni convincono David che la bambola sarà un grosso successo per l’azienda. Le abilità di M3GAN vanno oltre le aspettative di Gemma: insegna lezioni di vita a Cady, le ricorda di fare le cose e diventa una buona amica per lei. Tuttavia, i suoi colleghi Tess e Cole sono scettici e la terapista di Cady è preoccupata per il ruolo genitoriale che M3GAN ha assunto nella sua vita; in particolare, teme che Cady stia creando forti legami emotivi con M3GAN che saranno poi difficili da cancellare. Essendo progettata per apprendere e adattarsi all'ambiente circostante, M3GAN inizia gradualmente a operare in modo più indipendente e, avendo come obiettivo principale quello di proteggere Cady, inizia a prendere di mira qualsiasi cosa ritenga una minaccia nei suoi confronti.  
Un giorno, mentre Cady sta giocando in giardino con un arco e delle frecce giocattolo dotate di ventose, una delle frecce finisce accidentalmente nel giardino accanto e Cady, cercando di recuperarla, viene morsa dal cane della vicina Celia. Quella notte M3GAN, riproducendo la voce della vicina, attira il cane fuori dal giardino e lo uccide. Nel frattempo Gemma cerca di convincere Cady a frequentare nuovamente la scuola per potersi relazionare anche con altri bambini della sua età. Le due litigano e, nella discussione, Gemma afferra Cady per un braccio, cercando di convincerla ad ascoltarla, e M3GAN interviene dicendo a Gemma di lasciar andare immediatamente Cady. 
Sebbene con riluttanza, perché Cady vuole che M3GAN rimanga con lei, Gemma lascia che Cady possa frequentare il giorno di scuola con M3GAN - a patto che quest’ultima rimanga con tutti gli altri giochi al tavolo predisposto. La scuola è all'aperto, e l'insegnante coinvolge i bambini nella raccolta delle castagne, mettendo Cady in gruppo con un altro ragazzino di nome Brandon.
Mentre sono da soli nel bosco, Brandon maltratta Cady spingendole nella mano il riccio di una castagna. Poi, alzando gli occhi, Brandon si accorge di M3GAN, e la trascina lontano da Cady. M3GAN non reagisce, ma poi gli strappa un orecchio e Brandon, scappando dalla bambola, finisce sulla strada sottostante venendo investito da un’auto. In seguito M3GAN uccide anche la vicina Celia, dopo che quest’ultima ha minacciato Gemma che gliel'avrebbe fatta pagare per la scomparsa del cane.
Insospettita, Gemma cerca di controllare i file di M3GAN ma scopre che i file dei filmati sono tutti inaccessibili. Chiedendo spiegazioni a M3GAN, se avesse "fatto del male" alle persone, Gemma spegne M3GAN facendola concentrare su una penna per poter spingere poi il pulsante di spegnimento sul collo, portandola poi all’edificio Funki, suscitando l’ira di Cady, che non vuole esserne separata, per quanto sua zia le prometta di essere una figura genitoriale migliore per lei. Nonostante l’imminente campagna mondiale per promuovere il prodotto, Gemma, Tess e Cole decidono di disattivare M3GAN. 
Mentre Gemma porta Cady a casa, Tess e Cole tentano di scollegare M3GAN, ma la bambola, divenuta completamente autonoma, li attacca, provocando un'esplosione nel laboratorio e fuggendo. Uccide poi David, il capo di Gemma,  e il suo assistente Kurt, simulando un omicidio-suicidio, poi ruba un'auto e va a casa di Gemma. Nella colluttazione tra Gemma e M3GAN, che intende ora assumere il ruolo di unica figura genitoriale di Cady, la bambola ha la meglio e vuole rendere Gemma paralitica, in modo che non possa più prendersi cura della nipote. Cady decide di intervenire per aiutare la zia ed usa Bruce, un robot che Gemma aveva creato al college, per fare a pezzi M3GAN. 
La metà superiore del corpo di M3GAN rimane però attiva e tenta di uccidere furiosamente Cady, ma Gemma riesce a portare allo scoperto un chip di elaborazione nella testa di M3GAN che Cady trapassa con un cacciavite, disattivando finalmente la micidiale bambola robotica.
Gemma e Cady escono di casa proprio mentre arriva la polizia con Tess e Cole. In quel momento però Elsie, l’assistente virtuale di Gemma a cui M3GAN si era precedentemente connessa, si attiva e le fissa.

## Personaggi
- Gemma Forrester,  interpretata da Allison Williams

È la zia di Cady e lavora presso Funki, un'azienda che innova i giochi per bambini. È brava con i computer e la programmazione, ha già creato diversi prototipi ed è anche la creatrice di M3GAN. Ha difficoltà a trattare con i bambini e dovrà imparare dopo aver accolto la nipote Cady in seguito alla morte dei suoi genitori. 
- Cady James,  interpretata da Violet McGraw

Cady è figlia di Nicole e Ryan James e nipote di Gemma. Viene accolta dalla zia dopo la morte dei genitori in un incidente stradale. In seguito sviluppa uno stretto legame con la zia, nonostante gli eventi. 
- M3GAN,  interpretata da Amie Donald / Animatronica (voce : Jenna Davis)

M3GAN è l'abbreviazone di "Model 3 Generative ANdroid", è una bambola artificialmente intelligente creata da Gemma per incrementare le vendite della sua azienda ed eliminare la concorrenza con un tipo di giocattolo mai realizzato prima. La bambola è stata progettata per essere facilmente personalizzata con diverse maschere in silicone e parrucche.La bambola funziona imparando a legare con il bambino, evolvendo e acquisendo conoscenze man mano che trascorre del tempo con lui. È codificata per essere adatta a un pubblico giovane, ma stanno per accadere cose strane... 
- David, interpretato da Ronny Chieng

Il capo di Funki, inizialmente scettico sulla messa in vendita di M3GAN, alla fine ha visto la bambola come un incredibile successo e ha lanciato una campagna promozionale per suscitare l'interesse del pubblico per M3GAN.
- Cole, interpretato da Brian Jordan Alvarez

È uno dei dipendenti di Funki e aiuterà Gemma a migliorare M3GAN e a combattere i suoi malfunzionamenti.
- Tess,  interpretata da Jen Van Epps

È una delle dipendenti di Funki e aiuterà Gemma a migliorare M3GAN e a combattere i suoi malfunzionamenti.
- Kurt, interpretato da Stephane Garneau-Monten

È uno dei dipendenti di Funki
- Ryan James,  interpretato da Arlo Green

È il marito di Nicole, il padre di Cady e il cognato di Gemma. È morto in un incidente stradale.
- Nicole, interpretata da Chelsie Preston Crayford

Era la moglie di Ryan, la madre di Cady e la sorella di Gemma. È morta in un incidente stradale.

## Colonna sonora
La colonna sonora del film è stata curata dal compositore Anthony Willis.

### Tracce
1. Funki Headquarters- 1:09
2. A message from Oregon - 1:50
3. Those Aren't Toys - 2:43
4. Reluctant Guardian / Meeting Bruce - 3:40
5. Prototype - 1:09
6. The Perfect Algorithm - 2:27
7. On the Subject of Death - 2:16
8. A Hole in the Fence - 1:14
9. Calibrated Response - 3:19
10. Corporate Misdeeds - 0:48
11. Tell Me Your Dreams - 1:11
12. Attachment Theory - 2:49
13. Bully in the Forest - 1:50
14. Bad Boys Equal Bad Men - 2:21
15. Angel of Death - 2:07
16. Titanium - 0:59
17. Approximately 5 Feet Deep - 2:12
18. Detectives & Missing Data Reports - 4:06
19. True Guardian - 2:05
20. She's Still Plugged In - 2:56
21. Departing Funki - 1:25
22. Megan's Fantasy - 2:44
23. Workshop Duel - 1:45
24. Two Titans - 2:36
25. Model 3 Generative AN-droid - 1:41
26. A Message from Elsie - 1:05
27. Funki Redux - 0:53
28. Life & Death - 5:16
29. Bruce's Dream - 1:53

Nel film, M3GAN canterà Titanium, una nota canzone di Sia e David Guetta. Successivamente, M3GAN suonerà Toy Soldiers di Martika al pianoforte.

## Promozione
Il primo trailer è stato pubblicato l'11 ottobre 2022. Dopo la prima, una clip di ballo di M3GAN ha attirato l'attenzione su piattaforme di social media come TikTok. Questo momento virale ha contribuito a creare un'eco intorno all'uscita del film. Il secondo e ultimo trailer è stato pubblicato il 7 dicembre 2022, sulle note di Dolls di Bella Poarch.

## Distribuzione
Il film è stato presentato al TCL Chinese Theatre di Hollywood il 7 dicembre 2022. È uscito nelle sale statunitensi il 6 gennaio 2023, mentre in quelle italiane il 4 gennaio.

### Divieti
In Italia, come negli Stati Uniti, è stato vietato ai minori di 14 anni.

## Sequel e spin-off
L'uscita nelle sale del sequel del film, M3GAN 2.0, inizialmente prevista per gennaio 2025, il 17 gennaio 2024 è stata spostata al 26 giugno 2025.
Nel giugno 2024, è stato annunciato che uno spin-off del film, intitolato SOULM8TE, era in fase di sviluppo, con Kate Dolan alla regia e alla riscrittura della sceneggiatura basata su una bozza precedente scritta da Rafael Jordan. L'uscita del film horror è prevista per l'8 gennaio 2026.